# Diocesi di Rusado
La diocesi di Rusado (in latino: Dioecesis Rusaditana) è una sede soppressa e sede titolare della Chiesa cattolica.

## Storia
Rusado, identificabile con Azeffoun nell'odierna Algeria, è un'antica sede episcopale della provincia romana della Mauritania Cesariense.
Unico vescovo conosciuto di questa diocesi africana è Idonio, il cui nome appare al 69º posto nella lista dei vescovi della Mauritania Cesariense convocati a Cartagine dal re vandalo Unerico nel 484; Idonio, come tutti gli altri vescovi cattolici africani, fu condannato all'esilio.
Dal XX secolo Rusado è annoverata tra le sedi vescovili titolari della Chiesa cattolica; dal 4 novembre 2013 il vescovo titolare è Georges Abou Khazen, O.F.M., già vicario apostolico di Aleppo.

## Cronotassi

### Vescovi residenti
- Idonio † (menzionato nel 484)

### Vescovi titolari
- Agapito Augusto Fiorentini, O.F.M. † (21 marzo 1902 - 22 agosto 1941 deceduto)
- Juan Tarsicio Senner, O.F.M. † (25 febbraio 1942 - 26 ottobre 1951 nominato vescovo di Cochabamba)
- Joseph Howard Hodges † (8 agosto 1952 - 23 novembre 1962 succeduto vescovo di Wheeling)
- Pavol Mária Hnilica, S.I. † (13 maggio 1964 - 8 ottobre 2006 deceduto)
- Pascal Jean Marcel Wintzer (2 aprile 2007 - 13 gennaio 2012 nominato arcivescovo di Poitiers)
- Georges Abou Khazen, O.F.M., dal 4 novembre 2013